# Mesene phareus
Mesene phareus (Cramer, [1777]) è un lepidottero appartenente alla famiglia Riodinidae, diffuso in America Centrale e Meridionale.

## Descrizione

### Adulto
I maschi hanno la pagina superiore delle ali anteriori di colore rosso vivo, con il termen e la costa bordati di nero; si notano inoltre due strisce nere (in alcuni maschi e nelle femmine, una sola striscia) che dalla costa si spingono posteriormente verso la zona discale. Il termen risulta lievemente dentellato, con apice acuto, non falcato. La pagina inferiore è di un rosso scuro, tendente al nero, particolarmente nella parte anteriore della superficie.

Nella femmina, le tonalità sono di regola meno vivaci sia nel recto, sia nel verso.

L'ala posteriore è dello stesso colore di quella anteriore (sia sul recto, sia sul verso), senza le strisce nere trasversali, ma pure bordate di nero dal termen fino all'angolo anale.

Gli occhi sono alquanto sviluppati, mentre torace e addome appaiono rossi sui tergiti e giallastri sugli sterniti.

Le antenne sono clavate e nerastre, con una lunghezza pari a poco più della metà della costa.

L'apertura alare è di circa 20–25 mm, maggiore nelle femmine.

### Larva
Il bruco ha corpo verde e appiattito, percorso da lobi laterali. Il corpo è coperto da una cresta dorsale di setole bianche.

### Pupa
La pupa è color marrone chiaro, con il ventre appiattito e il corpo percorso da anelli. Il bordo dorsale ha una lunga fila di setole. L'addome è appiattito, con lobi laterali.

## Biologia
È una specie velenosa per i predatori, come si evince dalla colorazione aposematica.

### Alimentazione
Gli adulti si nutrono di Asteraceae, mentre le larve raschiano la superficie delle foglie. Le piante nutrici sono Paullinia pinnata L. (Sapindaceae) e i membri del genere Inga Mill. (Fabaceae).

## Distribuzione e habitat
Questa specie è presente in Costa Rica fino ai 1.200 metri sul livello del mare, ma si può osservare dal Messico al Brasile, dal Guatemala alla Colombia.
L'habitat consiste in margini di boschi e corsi d'acqua, tronchi abbandonati.

## Tassonomia

### Sottospecie
Non sono state riconosciute sottospecie.

### Sinonimi
Sono stati riportati nove sinonimi:
- Mesene celebes ineptus Stichel, 1916 - Locus typicus: Brasile, Mato Grosso (sinonimo eterotipico)
- Mesene colombica Seitz, 1916 - Macrolep. of the world 5(4): 675 - Locus typicus: Colombia (sinonimo eterotipico)
- Mesene mahurya Brévignon, 1993 - Bull. Soc. Sc. Nat. 77: 20 - Locus typicus: Guiana francese (sinonimo eterotipico)
- Mesene pharea Hübner, 1819 (emend.) - Zutr. Samml. exot. Schmett. (sinonimo eterotipico)
- Mesene phareus deliciosa Stichel, 1929 - Locus typicus: Brasile, Mato Grosso (sinonimo eterotipico)
- Mesene phareus subfusca Lathy, 1932 - Locus typicus: Brasile (sinonimo eterotipico)
- Mesene rubella Bates, 1865 - Ent. mon. Mag. 1(9): 204 - Locus typicus: Panama (sinonimo eterotipico)
- Papilio nigrocinctus Sepp, 1848 - Surin. vlind. 235, tav. 106 - Locus typicus: Suriname (sinonimo eterotipico)
- Papilio phareus Cramer, 1777 - Uitl. Kapellen 2 (9-16): 113, tav. XLXX, fig. C - Locus typicus: Suriname (sinonimo omotipico e basionimo)[1]